# ستاره مرگ

ایستگاه فضایی ستاره مرگ

ستاره مرگ نام تعدادی ایستگاه فضایی و کهکشانی سلاح کشتار جمعی در اپرای فضایی جنگ ستارگان است. اولین ستاره مرگ، بسته به منبع، قطر آن بیش از ۱۰۰ کیلومتر تا ۱۶۰ کیلومتر بود و حدود ۱٫۷ میلیون پرسنل نظامی و ۴۰۰٫۰۰۰ خدمه داشت. دومین ستاره مرگ به‌طور قابل توجهی بزرگتر بود، بین ۲۰۰ تا ۴۰۰ کیلومتر قطر بسته به منبع و از لحاظ تکنولوژیکی پیشرفته تر از قبلی خود بود. هر دوی این سیارک‌ها با قدرت خود توانایی نابود کردن سیارات را داشتند